# DJMAX
『DJMAX』（ディージェイマックス）は、韓国のゲーム製作会社PENTAVISION、NEOWIZの音楽ゲームシリーズの総称。「DJ」と「MAX」の間に半角スペースが入ることもある。PENTAVISION消滅後は合併先のNEOWIZによって開発・販売が行われている。

## シリーズ作品
- DJMAX Online（Windows 2004年6月サービス開始、2008年3月21日韓国版サービス終了）
- DJMAX Mobile（携帯電話用コンテンツ、配信終了）
  - 2005はFreezmが、2009はNtreevが開発を担当
- DJMAX Portable（PSP 2006年1月14日発売）
  - OST（2枚組み）、カレンダーハンドストラップ、ポストカード（10枚）、スペシャルケースがセットになった限定版、Prestige Box Setも発売。
- DJMAX Portable International（PSP 2006年10月27日発売）
- DJMAX Portable 2（PSP 2007年3月30日発売）
  - 限定版（Night Black、Metallic Silver）も発売。セット内容は、特製ケース、OST（3枚組み）、アートブック、ジグソーパズル、ポストカード、お面。OSTとアートブックはNight Black、Metallic Silverそれぞれ同一の物が収録されている。
- DJMAX TECHNIKA（アーケードゲーム 2008年8月ロケーションテスト開催）
  - DJMAX METRO Projectの第1弾タイトル。日本でも2011年1月より順次稼働開始。
- DJMAX Portable：Clazziquai Edition（PSP 2008年10月24日発売）
  - DJMAX METRO Projectの第2弾。メジャーアーティスト・CLAZZIQUAI PROJECTとのタイアップ。
  - 限定版はパッケージが異なりポスターが1枚付属（全4種類）
- DJMAX Portable：Black Square（PSP 2008年12月24日発売）
  - DJMAX METRO Projectの第3弾。ポストカードが付いた初回限定版、ケース・OST（4枚）・ヴィジュアルブック・スピーカー・その他グッズが付属のQuattra Limited Editionも発売。
  - 日本語版も2012年3月15日発売。
- DJMAX Trilogy（Windows 2008年12月24日発売）
  - FEVERやECSなど、同時発売されたPortable：Black Squareのシステムを交え、Portable2までの楽曲を収録して発売した、PC版DJMAX第二弾。
  - 初回限定版はOSTがセットに、さらにカレンダー・マグカップ・トランプ・イラストカードつきのPulsar Limited Editionも発売。
  - またGAMMACより専用コントローラーMUSE-ONが発売。フットペダルやバック、イヤホン、マウスパッド付きの限定版あり。
- DJMAX Fever（PSP 北米向けタイトル 2009年1月27日発売）
- DJMAX Portable Hot Tunes（PSP 2010年6月12日発売）
  - 限定版（Limited Edition）も発売。セット内容は、特製ケース・OST（3枚組み）・手帳・ポスター（2枚）・ミニポスター（8枚）
- DJMAX TECHNIKA 2（アーケードゲーム 2010年6月稼動開始）
  - システム改良や楽曲追加、さらにネットワークサービスの大幅な強化を伴って発表されたアーケード版続編。
- Tap Sonic (iOS、Android 2011年7月1日配信開始)
  - スピンオフ作品。タイトルにDJMAXの名前は無いがDJMAXの曲が多数収録されている。
- DJMAX Portable 3（PSP 2011年2月17日発売）
  - 3トラック・リミックスシステムを導入。
  - 日本語版がサイバーフロントから正式に発売された。（韓国語の曲が日本語に吹き替えられている）
- DJMAX TECHNIKA 3（アーケードゲーム 2011年10月27日稼動開始）
  - 新難易度「EX」登場、また、人気のガールズグループKARAの新音源も収録される。
- DJMAX TECHNIKA TUNE（PS Vita 2012年9月27日発売）
  - 日本語版も発売。
- DJMAX RAY（iOS/Android 2012年9月28日配信)
  - TapSonicのシステムを使ったシリーズ初のスマートフォン専用ソフト。
- DJMAX TECHNIKA Q（iOS/Android 2013年10月15日配信）
  - TECHNIKA TUNEとRAYのシステムを準用したTECHNIKAシリーズ最新作。
  - 韓国版ではカカオトーク連動アプリとして提供される。
- DJMAX Respect（PS4 2017年7月28日発売）
  - Portable 1とPortable 2の楽曲に完全新曲を加えたリブート作。
  - 韓国限定版はアートブック、OST(2枚組)、歴代シリーズロゴのバッジ。
  - 日本版がアークシステムワークスより発売予定。
- DJMAX Respect V（Steam 2020年3月12日、XB1、XSX/S 2022年7月7日）
  - RespectのSteam（PC）移植版。後にXbox One、Xbox Series X/Sにも移植された。

## 基本システム
各列の画面上部から降ってくる「ノート」と呼ばれる物体（音符）を、画面下部の線上に現れる「キュー」と呼ばれる物体でキャッチする。具体的には、ノートが線上に限りなく近い位置まで落ちて来た時に、各列に対応するデバイスをタイミングよく押すことで、キューをノートが落ちて来る列に出現させる。ノートには、普通のノートと、一定の時間押し続ける「ロングノート」、およびDJMAX Portable用の、一定の時間アナログパッドを回し続ける「アナログノート」の3種類が存在する。
キャッチのタイミングのよさは「HIT率」と呼ばれる指数で表現され、最高100%から最低1%まで存在し、100%に近いほど高いスコアとなる。また、連続でキャッチし続けることで「コンボ」が発生し、コンボの数が大きいほど高いスコアを得ることができる。逆にノートをキャッチし損ねた場合は「BREAK」となり、HIT率は0%で計算され、コンボもそこで途切れてしまう。連続でBREAKし続けると徐々に「HP」と呼ばれるゲージが減少していき、HPが0になるとゲームオーバーとなる。ハイスコアを出すには、いかにBREAKを出さずに、且つ正確度を100%に近いタイミングでキャッチしていくことが重要になってくる。
ノートをキャッチすると、それぞれのノートに対応した音が鳴る。これを繰り返すことで決められたメロディが流れ、プレーヤーにあたかも曲を演奏しているかの如く感じさせる。タイミングよくキャッチし続けることで、より正確なメロディを奏でることが可能になるため、ハイスコアを狙うことは同時に正確に演奏するということでもある。

## DJMAX Online
『DJMAX Online』（ディージェイマックスオンライン）は、Windows用のオンラインゲーム。開発元はPENTAVISION。単に『DJMAX』や『DMO』と言う場合は、この作品を指すことが多い。

### 経緯
韓国で2004年6月下旬に、オンラインゲームポータルサイトNetmarbleにて、最初のサービスの提供が開始された。提供期間の内2005年3月8日まではベータテストを兼ねており、全てのサービスが無料で提供されていた。同年3月9日、ベータテスト終了とともに正式サービスへと移行し、内容の一部が有料化した。
韓国に続き、日本や中国でもサービスが開始されることとなった。日本では2005年4月26日よりネットマーブルジャパンにてサービスの提供が開始され、同年8月4日より正式サービスへと移行した。中国では2006年7月より盛大網絡発展有限公司にてベータテストが開始された。
2007年12月21日、日本版公式ウェブサイトでサービス提供の終了が告知された。同年12月27日には公式ウェブショップの機能が停止し、一部のプレミアム曲は一般曲扱いとなった。2008年3月31日に公式ウェブサイトが閉鎖されたため、この日が事実上のサービス終了日となった。
2008年1月7日、中国版公式ウェブサイトでサービス提供を終了が告知された。同年1月28日にサービスの提供が終了し、公式ウェブサイトも閉鎖された。
2008年1月31日、韓国版公式ウェブサイトでサービス提供の終了が告知された。同年3月21日にサービスの提供が終了し、公式ウェブサイトも閉鎖された。
なお、PENTAVISIONによれば「サービス再開の予定は無い」とのことである。
2008年12月、韓国KONAMIが韓国PENTAVISIONの『DJMAX』シリーズに対し、特許権侵害で訴訟申し立てを行った。この訴訟は同シリーズ初のアーケードゲーム「DJMAX TECHNIKA」が日本進出するのを懸念した動きであるとの推測がされている。

### ステータス
プレイヤーキャラクターの能力や資産の指標としては「レベル」・「HP」・「EXP」・「MAX」が存在する。プレイヤー自身の実力の指標としては「スコア」・「ハイスコア」・「最大コンボ数」・「演奏傾向」が存在する。
レベル
上昇する毎にプレイヤーキャラクターのHPが増加する。また、上昇することで選択できるスタイルやコース（後述）が増えていく。EXP（後述）が100.00%に到達するたびにレベルが1ずつ上昇する。上限は50（少なくともゲームマスター（GM）はこのレベルであった）。
HP
プレイヤーキャラクターの耐久力、およびその最大値。曲の演奏時は常に最大値の状態で開始される。演奏中、BREAKやFAILをするたびに一定量ずつ減っていくが、HITし続けることで一定量ずつ回復していく（最大値を超過することはない）。各種アイテム（後述）の装備やレベルアップにより強化が可能。上限は500。
EXP
プレイヤーキャラクターの経験値。レベルアップに必要となる。曲を演奏したり、コースプレーモード（後述）のクリアボーナスなどで獲得することができる。100.00%に到達するとレベルが1上昇し、0.00%に戻る。
MAX
ゲーム内通貨。ゲーム内ショップで販売されている各種アイテムを購入する時に必要となる。また、コースプレーモードで遊ぶ場合や一部のMXスタイル、およびSCスタイル（後述）を演奏する場合にも必要。曲の演奏やコースプレーモードのクリアボーナスなどで獲得することができる。上限は不明。
スコア
1曲辺りの演奏終了時の総合得点。最小値は0、最大値は各曲・各スタイル毎に変動する。バトルモード（後述）で勝敗を決定する時に必要となる他、コースプレーモードでは、クリア条件として一定以上のスコアを要求するコースも存在する。スコアは主に以下の要素によって決定され、原則、全ての要素が高いほどスコアも高くなる（一部例外も存在する）。
- 最大コンボ数
- 平均HIT率
- ボーナスディスクの得点
- 各エフェクトボーナスの得点の合計
- （ALL COMBO（後述）の場合）ALL COMBOボーナスの得点

ハイスコア
過去に出したスコアの中で、最も高いものを指す。5Kと7K、そしてトレーニングモードとランキングモード（後述）で別々の枠が用意されており、計4種類のハイスコアを記録することが可能。プレイヤー自身の実力を測る時に参考とされる。厳密な上限は不明。
最大コンボ数
過去に出した最も高いコンボ数。ハイスコアとは異なり、5Kと7Kの区別はされておらず、コースプレーモードの成績も反映されない。プレイヤー自身の実力を測る時に参考とされる。現時点の最高値は1999だが、厳密な上限は不明。
演奏傾向
最近演奏したパターン十数曲の平均難易度。数値ではなく色付きのバーで表示される。このバーの長さから、最近プレーした曲やパターンを（大まかにではあるが）推測することができる。最後尾は灰色で、平均レベル15以上を意味する。

### プレーモード
キューを5つのキーで操作する「5キーモード（5KEY MODE）」と、7つのキーで操作する「7キーモード（7KEY MODE）」がある。さらにそれぞれに「トレーニングモード（TRAINING MODE）」「ランキングモード（RANKING MODE）」「DJバトルモード（DJ BATTLE MODE）」「コースプレーモード（COURSE PLAY MODE）」の4種類のプレーモードが用意されている。なお、プレーモードを選択する画面を「ロビー（LOBBY）』と呼び、ここでは多数のプレーヤーとチャットをすることが可能である。
5KEY MODE（5キーモード）
赤色と青色の2種類のキューを5つのキーで操作し、落ちて来るノートをキャッチする。キーを押さない限り、キューがその場から移動することはない。キューが2種類しかないため、基本的に一度に3列以上のノートが落ちて来るパターンはないが、後述する「MXスタイル」やパターン製作時のミスなどが原因で、例外的に存在する場合がある。
7KEY MOD（7キーモード）
5キーモードの左右にそれぞれ1列ずつ追加されたモード。真ん中の5列は5キーモードと同様だが、左右の列はキーを押した時に一定時間だけ黄色のキューが出る仕組みになっている。黄色のキューは赤色や青色のキューとは独立しており、左右の列にそれぞれ一つずつ存在する。そのため、一度に同時に押せる列は最大で4列となる。基本的に一度に5列以上のノートが落ちて来るパターンはないが、後述する「MXスタイル」やパターン製作時のミスなどが原因で、例外的に存在する場合がある。
TRAINING MODE（トレーニングモード）
一人で練習するためのモード。プレーヤーは「トレーニングステージ（TRAINING STAGE）」と呼ばれる部屋に入ることになる。曲の演奏中にEscキーを押すか、もしくは画面右下にある「退室ボタン」を押すことで演奏を中止することが可能。曲をクリアすることで「経験値」および「MAX（マックス）」と呼ばれるゲーム内通貨を獲得できる。また、平均HIT率の値によっては、それぞれのHIT率に対応した「ディスク（DISC）」を獲得できることもある。累計経験値が一定量に達するとプレーヤーのレベルが上昇し、「HP」が上昇したり選択できる曲やパターンの数が増える。基本的には初心者が練習したり曲を把握するために利用するプレーモードであるが、ハイスコアも記録されるため、スコアを更新する目的でトレーニングモードをプレーする者も多い。また、MAXを100消費することで、演奏はせずにムービーを観ることも可能。
RANKING MODE（ランキングモード）
3曲続けてプレーして、獲得した点数の合計を競うモード。プレーヤーは「ランキングステージ（RANKING STAGE）」と呼ばれる部屋に入ることになる。トレーニングモードとほぼ同様であるが、トレーニングモードに比べて高いHIT率が出しにくくなっている。また、途中で演奏を中止することもできない。3曲の内どれか一曲でもゲームオーバーになった場合、強制的にロビーに戻され、それまで稼いだスコアも無効となる。プレーヤーのレベルが高いほど、選択できる曲やパターンの数が増えるが、トレーニングモードとはややシステムが異なる。
DJ BATTLE MODE（DJバトルモード）
他のプレーヤーと対戦できるモード。プレーヤーは最大6人が同席できる「バトルステージ（BATTLE STAGE）」と呼ばれる部屋に入ることになる。同席しているプレーヤー同士でスコアを競い、最も点数の高かった順に順位が決定する。基本的にトレーニングモードと同様だが、その時点でのルームマスターのレベルや会員の種類によって選択できる曲やパターンの数が決定するという点、トレーニングモードよりも獲得できる経験値やMAXが多い点、そして一人だけでは曲を演奏できないという点で異なる。また、このモードのみ「ランダム選曲」が可能であり、条件を満たすと後述する「DJミッション」と呼ばれる特殊なバトルが開始される。なお、バトルの種類には、以下のものが存在する。
- SINGLE BATTLE（シングルバトル）
各自がそれぞれに競い合うバトル方式。バトルステージに2人以上いればすぐにでもバトルをすることができるため、手間がかからない。そのため、且つ最も人気のあるバトル方式である。
- TEAM BATTLE（チームバトル）
同席しているプレーヤー同士が何人かで固まってチームを作り、チーム同士で競い合うバトル方式。2対2、3対3、および2対2対2でのバトルが可能だが、2対3や1対5など、互いのチームの人数が等しくない場合はバトルができない。シングルバトルに比べるとやや手間がかかる他、演奏中に途中退室したプレーヤーの成績が考慮されないという問題があるため、あまり頻繁に行われることはない。
- SCORE BATTLE（スコアバトル）
シングルバトル、またはチームバトルにおいて、スコアを競い合うバトル方式。順位は最も高いスコアを出したプレーヤー、またはチームの順に決定される。シンプルなルールであるため、人気のあるバトル方式である。
- ITEM BATTLE（アイテムバトル）
シングルバトル、またはチームバトルにおいて、HPの残量の割合を競い合うバトル方式。演奏中にノートと一緒に落ちて来るアイテムをキャッチし、それを自分、または相手に使用する事で、相手とって不利な状態にしたり、自分や相手のHPを回復させたりすることができる。アイテムの使用はキューを操作するキーとは別に、1〜6のキーを使用するため、スコアバトルと比べるとキー操作がやや複雑になる。

COURSE PLAY MODE（コースプレーモード）
あらかじめ決められた一連の曲（「コース」）を連続でプレーするモード。プレーするにはMAXや、コースによっては「クレジット」とよばれる、現金で購入できる回数券のようなものやディスクが必要になる場合がある。コースをクリアすると、DJバトルモードで獲得できるものと同等の経験値やMAXが手に入る他、コースによってはそれらにボーナスが加算される場合もある。また、ランダムでアイテムが手に入ることがある他、「コースクリアディスク」と呼ばれる特殊なディスクが手に入る。ボーナスが非常に高く設定されているコースをクリアすると、トレーニングモードやバトルモードで同じ数の曲をクリアするよりも大量の経験値やMAXが手に入るため、一度に多くのMAXや経験値を稼ぎたいプレーヤーに人気がある。演奏を途中停止させることができないのはランキングモードと同様であるが、途中でゲームオーバーになっても再度MAXやクレジットを支払えばコンティニューすることができる点で異なる。また、クリア後の次の曲を開始する画面でEscキーを押すか、もしくは画面右下にある「退室ボタン」を押すと途中退室することができる。その場合、もしくはコンティニューをしなかった場合、それまでに獲得した経験値やMAXにクリア時のボーナスは加算されない。現在、1コースあたりの曲数は、最小は3曲から最高は26曲までが存在する。なお、それぞれのコースで上位50人までのハイスコアが記録されるが、1ヶ月経つと消えてしまう。
DJ MISSION（DJミッション）
DJバトルモードにおいて、ある時点から4曲目以降の演奏時にランダム選曲をした場合に開始されることがある特殊なバトル。4、5曲目の場合は開始されない場合もあるが、6曲目以降にランダム選曲をすると確実にDJミッションが開始される。DJミッション終了後は通常のバトルに戻るが、終了時から4曲目以降にランダム選曲をすると再びDJミッションが開始される。DJミッション中はランダムに、落ちて来るノートが爆弾になる（キューで拾ってしまうとHPが減る）、ノートの落下速度が速く/遅くなる、画面の上半分/下半分が隠れる、画面が点滅するなど、アイテムバトルのアイテムを使用した時と同様の現象が発生する。このため、クリアやハイスコアを狙うことが非常に困難であるが、クリアすると獲得できるMAXにボーナスが加算される他、1位になったプレーヤーおよびチームは、後述する各スタイルに対応した「ミッションクリアディスク」を獲得できる。DJミッションはレベル1からレベル3まで存在し、レベルに応じて獲得できるミッションクリアディスクが変化し、レベルが高いほどMAXボーナスも増加する。
どのレベルのDJミッションが開始されるかは予め決まっており、DJミッションが開始される度に、1→1→2→1→1→2→1→1→3→…の順番で回ってくる。レベル3ミッションを開始するには、最低でも40曲は演奏する必要があり、そしてクリアも極めて困難であることから、レベル3のミッションクリアディスクはかなり貴重であると言える。
- レベル1：MAX+100%、各スタイルのレベル1ミッションクリアディスク
- レベル2：MAX+200%、各スタイルのレベル2ミッションクリアディスク
- レベル3：MAX+300%、各スタイルのレベル3ミッションクリアディスク

### スタイル
各曲のノートの落ち方には数種類のパターンがあり、一つ一つが異なる難易度区分に存在する。この難易度区分のことを「スタイル（STYLE）」と呼ぶ。スタイルには、以下のものが存在する。
EASY STYLE（イージースタイル）
最も簡単で、初心者にも最適なパターン。難易度はほとんどが5未満。全てのスタイルの中では最も高HIT率を出しやすく、落ちて来るノートの総数も少なめになっている。そのため、HIT率の調整が比較的容易であることから、初心者のみならず、特定のディスクを獲得するために選択する者も少なくない。極一部の曲はEASYスタイルが用意されていないものも存在する。省略形は「EZ」。
NORMAL STYLE（ノーマルスタイル）
EASYスタイルよりもある程度難しい、基準となるパターン。EASYスタイルと比べると、やや高HIT率が出し難くなっており、ノートの総数もやや多めになっている。曲によっては、後述するHARDスタイル並に難しいパターンも存在する。省略形は「NM」。
HARD STYLE（ハードスタイル）
NORMALスタイルよりも難しい経験者向けパターン。NORMALスタイルと比べて高HIT率が出し難くなっている上、ノートの総数も1000を超えるものも多数。この難易度までは、キーボードの物理的仕様に配慮して同時押しが3つまでに抑えられている。なお、曲によっては（特に7KEY）HARDスタイルが用意されていないものも存在する。省略形は「HD」。
MX STYLE（エムエックススタイル）
EASY、NORMAL、HARD、そして後述する「SC」の各スタイルとはやや異なるパターン。同時に落ちて来るノートの最大数が5列（7列）になり、キューが全て排除されている。このスタイルではキューを操作するのではなく、判定ラインの近くまで落ちて来たノートをタイミングよく「叩く」ことでHITすることができる。ただし、ノートを叩く際にノートが落ちて来ていない列を同時に叩いた場合、「FAULT」というペナルティも同時に発生する。FAULTが発生するとBREAK同様、HPが減少してしまうが、BREAKとは異なりコンボが途切れることはない。基本的にはHARDスタイルの上位の難易度に該当するが、曲によっては同曲のHARDスタイルよりも簡単なパターンになっているものも存在する。その他、予めノートの落ちて来る速度に補正がかかっているものや、HPゲージが回復しないもの、著しく高HIT率が出し辛い/出し易いものなど、同スタイル内でもさまざまなパターンが混在しているのが特徴的である。MXスタイルをプレーする際、プレミアム曲以外ではMAXを150消費する（後述の「クレジット」「プレミアム利用券」参照）。このスタイルは、曲が収録されてからしばらく後に、おまけ的に追加される場合が多い。なお、MXは「MaXimum（マキシマム）」の省略形である。
SC STYLE（エスシースタイル）
全スタイルの中で最も難しいとされるパターンで、現時点、全曲とも最低LV10を超える超難易度の譜面のみで構成されている。基本的にBREAKによるHPの減少量が他のスタイルと比べて多く、また回復もしない。そして高HIT率も出し辛いため、このスタイルでディスクを獲得することは非常に困難である。さらに、曲によっては予めノートの落ちて来る速度に補正がかかっているものが多い。ただし一部の曲には例外も存在する。SCスタイルを選択するには、フリープレイ・ランキングモードでは自身がクレジットを所持していること、バトルステージではクレジット所持者がルームマスターになっている必要がある。加えて、プレミアム曲でない場合はMAXを150消費する（後述の「クレジット」「プレミアム利用券」参照）。このスタイルは、曲が収録されてからしばらく後に、おまけ的に追加される場合が多い。なお、SCとは「Super Crazy（スーパークレイジー）」の省略形である。

### ディスク
特定の平均HIT率を出すことで、対応した「ディスク（DISC）」を獲得できる。ディスクを獲得すると、そのディスクに応じてボーナス点が加算される。また、前述の「コースクリアディスク」や「ミッションクリアディスク」など、平均HIT率以外で獲得できるディスクも存在する。

#### 平均HIT率で獲得できるディスク
中国版のみ条件が大幅に異なり、比較的低い平均HIT率からディスクが獲得できるようになっている。
BRONZE DISC（ブロンズディスク）
平均HIT率の実際の値（端数処理をされていない状態のもの）が96.00%以上97.00%未満の場合に獲得できるディスク。ボーナスは+1,000点。
SILVER DISC（シルバーディスク）
平均HIT率の実際の値が97.00%以上98.00%未満の場合に獲得できるディスク。ボーナスは+3,000点。
GOLDEN DISC（ゴールドディスク）
平均HIT率の実際の値が98.00%以上98.40%未満の場合に獲得できるディスク。ボーナスは+5,000点。
BRONZE MAX（ブロンズマックス）
平均HIT率の実際の値が98.40%以上99.60%未満の場合に獲得できるディスク。ボーナスは+10,000点。
SILVER MAX（シルバーマックス）
平均HIT率の実際の値が99.60%以上99.80%未満の場合に獲得できるディスク。ボーナスは+15,000点。
GOLDEN MAX（ゴールドマックス）
平均HIT率の実際の値が99.80%以上100.00%未満の場合に獲得できるディスク。ボーナスは+20,000点。
STEEL MAX（スチールマックス）
全てのノートを100%でヒットした場合に獲得できるディスク。ボーナスは+30,000点。事実上の満点。
SAPPHIRE DISC（サファイアディスク）
平均HIT率の実際の値が1.00%丁度の場合に獲得できるディスク。ボーナスは+150,000点。
RUBY DISC（ルビーディスク）
平均HIT率の実際の値が10.00%丁度の場合に獲得できるディスク。ボーナスは+200,000点。
DEVIL DISC（デビルディスク）
平均HIT率の実際の値が66.60%丁度の場合に獲得できるディスク。ボーナスは+100,000点。
RAINBOW MAX（レインボーディスク / レインボーマックス）
平均HIT率の実際の値が77.70%丁度の場合に獲得できるディスク。ボーナスは+100,000点。場合によってはSTEEL MAXの点数を大きく上回ることもある。
DRAGON DISC（ドラゴンディスク）
平均HIT率の実際の値が88.88%丁度の場合に獲得できるディスク。ボーナスはなし。中国版オリジナルのディスク。正式名称は「龙碟（ロンディエ）」。

#### コースクリアディスク
- CHERRY DISC
- BANANA DISC
- STRAWBERRY DISC
- LEMON DISC
- APPLE DISC
- WATERMELON DISC
- MELON DISC
- KIWI DISC
- TOMATO DISC
- GRAPE DISC
- ORANGE DISC
- PENTAVISION DISC
- ETERNAL DISC
- PEACH DISC

#### ミッションクリアディスク
- LV1 EASY CLEAR DISC
- LV1 NORMAL CLEAR DISC
- LV1 HARD CLEAR DISC
- LV2 EASY CLEAR DISC
- LV2 NORMAL CLEAR DISC
- LV2 HARD CLEAR DISC
- LV3 EASY CLEAR DISC
- LV3 NORMAL CLEAR DISC
- LV3 HARD CLEAR DISC

### エフェクト
ノートの落下速度を変更したり、落ち方を変更したりするなどの機能を「エフェクト（EFFECT）」と呼ぶ。エフェクトを使用することによって、プレーヤーにとって最適な環境を作り出すことが可能である。また、各エフェクトにはそれぞれボーナス点が設定されており、ハイスコア目的としても使用される。エフェクトには、以下のものが存在する。
- 落下速度
  - SPEEDx1.0〜5.0

数値が大きい程、ノートの落下速度が速くなる。演奏中にF4およびF5キーを押すことで速度を変更できる。ボーナスはなし。基準は1.0。
  - SPEED DOWN

SPEEDx1.0よりも落下速度が遅くなる。SPEEDx1.0〜5.0とは異なり、演奏中に速度を変更することはできない。ボーナスは+3,000点。
  - SPEED UP

SPEEDx5.0よりも落下速度が速くなる。SPEEDx.1.0〜5.0とは異なり、演奏中に速度を変更することはできない。ボーナスは+2,000点。
  - CHAOS X

それぞれの列の落下速度がばらばらになる。SPEEDx.1.0〜5.0とは異なり、演奏中に速度を変更することはできない。ボーナスは+5,000点。
  - SPEED BAT

落下速度が遅くなったり速くなったりを絶えず繰り返す。SPEEDx.1.0〜5.0とは異なり、演奏中に速度を変更することはできない。ボーナスは+4,000点。
- 可視範囲
  - FADER BLINK

画面が絶えず点滅する。演奏中に設定を変更することはできない。ボーナスは+4,000点。
  - FADER IN

画面上部が不可視状態となり、ノートがフェードインしながら落下するようになる。演奏中に設定を変更することはできない。ボーナスは+3,000点。
  - FADER OUT

画面下部が不可視状態となり、ノートがフェードアウトしながら落下するようになる。演奏中に設定を変更することはできない。ボーナスは+3,000点。
  - FOG

画面下部から中央部にかけて、煙のような物体が現れ、ノートやHIT率の表示がそれに隠れて見えなくなる。演奏中に設定を変更することはできない。ボーナスは+4,000点。
- パターン変更
  - 5K MIRROR

ノートの落下パターンの左右を反転させる。7キーモードの場合は中央の5列が適用範囲となる。演奏中に設定を変更することはできない。ボーナスは+2,000点。
  - 5K R-SHIFT

ノートの落下パターンを、そのままランダムに数列ずらす。7キーモードの場合は中央の5列が適用範囲となる。演奏中に設定を変更することはできない。ボーナスは+2,000点。
  - 5K RANDOM

ノートの落下パターンを、列単位でバラバラに入れ替える。7キーモードの場合は中央の5列が適用範囲となる。演奏中に設定を変更することはできない。ボーナスは+3,000点。

### アイテム
「アイテム」を装備すると、プレーヤーのHPが増加する、一度に獲得できる経験値やMAXが増加する、プレー画面やノートの見た目などが変化するなどの効果が表れる。アイテムによっては、一回使用したらなくなる物、使用可能な日数に限りがある物も存在する。ここでは、装備可能なアイテムの種類について解説する。
アバター
プレーヤーの顔部分の表示を変更するアイテム。アバターによってはHPや経験値・MAXの獲得量の増加などの効果も同時に持つ物が存在する。通常、ゲーム内ショップや後述する課金サービス、コースプレーの賞品として入手することが可能。
DJギア
プレー画面の外観を変更するアイテム。DJギアによってはHPや経験値・MAXの獲得量の増加などの効果を持つものもある。省略して「ギア」と呼ばれることが多い。通常、ゲーム内ショップや後述する課金サービスで入手することが可能。
リズムノート
ノートの外観を変更するアイテム。リズムノートによってはHPや経験値・MAXの獲得量の増加などの効果を持つものもある。省略して「ノート」と呼ばれることが多いが、リズムノートがノートの正式名称かどうかは不明。通常、ゲーム内ショップや後述する課金サービスで入手することが可能。
その他のアイテム
上記のアイテムとは別に装備可能なアイテムが存在する。それぞれ以下の区分に分類することができ、前述の3種類のアイテムと合計して最大7種類のアイテムを同時に使用することが可能である。
- コースクリアで入手可能なアイテム
コースをクリアした際に手に入る事があるアイテム。HPや経験値・MAXの獲得量の増加等の効果を持つ物があるが、装備した状態で一曲プレーすると消滅してしまう上、同時に2つ以上は装備できない。ただしコースプレー中のみ、途中退室しない、もしくはクリアするまでの間に限り効果が継続する。
- MAX獲得量増加アイテム
一度に獲得できるMAXが増加する。現時点で存在する物は「MAX STRIKE」と「DOUBLE STRIKE」（日本版のみ）の2種類のみで、いずれも課金で入手可能なアイテムである。同時に2つ以上は装備できない。
- 経験値獲得量増加アイテム
一度に獲得できる経験値が増加する。現時点で存在する物は「EXP PLUS」（日本版のみ）の1種類のみで、課金で入手可能なアイテムである。同時に2つ以上は装備できない。
- HP増加アイテム
HPが増加するアイテム。現時点で存在する物は「HP EXTREME」の1種類のみ（「DOUBLE STRIKE」にもHP増加の効果はあるが、区分が異なるため対象外である）で、課金で入手可能なアイテムである。同時に2つ以上は装備できない。

### 課金サービス
課金によってより多くのサービスを利用することが出来ていたが、サービス中にウェブショップが閉鎖された。ここでは、課金を受けることで利用が可能となっていたサービスについて解説する。
アイテム購入
指定の金額を支払う事で、ゲーム内ショップでは購入できないアイテムを購入し利用することができる。ゲーム内ショップで購入できる物よりも高性能の物が多い。
プレミアム曲のプレー
指定の金額を支払い、後述する「クレジット」や「プレミアム利用券」（後者は韓国版のみ）と呼ばれるアイテムを購入・消費することで「プレミアム曲」がプレー可能になる。無料の一般曲とは異なり、プレミアム曲1回につき1クレジットが必要となるが、同室している人数に応じて、一度に獲得できるMAX量に+100%〜+300%までのボーナスが加算される。また、プレミアム曲のMXスタイル及びSCスタイルはMAXを消費しないのが特徴である。
- クレジット
プレミアム曲やプレミアムコース、SCスタイルをプレーするために必要な特殊なアイテム。基本的に前述のサービスのための消費アイテムであるが、一般曲のSCスタイルをプレーする際は消費しない（ただしクレジットを所持しておく必要がある上、150MAXが必要となる）。自ら消費しない限りなくなることはない。
- プレミアム利用券（韓国版限定）
プレミアム曲やプレミアムコース、SCスタイルをプレーするために必要な特殊なアイテム。クレジットとは異なり、規定の日数の間のみ自由に前述のサービスを利用することができる上、一般曲もプレミアム曲扱いとなる。そのため、全ての曲の獲得MAX量にボーナスが加算されるようになり（ボーナスは同室している他のプレーヤーにも（課金・未課金関わらず）加算される）、また、全ての曲のMXスタイルおよびSCスタイルでMAXを消費しなくなる。その上、ランキングモードで全ての曲の全スタイルが選択可能になるなど、その効果はクレジットよりも高性能である。プレーの有無に関係なく、規定の日数が経過すると消滅してしまう。

プレミアムコースのプレー
指定の金額を支払い、前述の「クレジット」や「プレミアム利用券」と呼ばれるアイテムを購入・消費することで、「プレミアムコース」がプレー可能になる。プレミアム曲、もしくはSCスタイルが収録されているコースがこれに該当し、コースによって消費するクレジット数は異なる。

### その他の用語
All Combo（オールコンボ）
全てのノートをBREAKすることなくHITすると「All Combo」となり、ボーナスとして10,000点が加算される。
禁止ワード
ゲームで設定された「不適切な表現」とされる単語のこと。チャットでこれに該当する語を送信すると違う単語に置換される。
不適切な表現を減らす目的で用意されている物と思われるが、文章の意味や送信者の意図と関係なく、特定の単語のみをフィルタリングしてしまうことが原因で、日常ならまず知り得ないであろう単語を逆に広く認知させてしまったり、置換された後の語を逆に隠語として利用されるなど、むしろ不適切な表現の増加に拍車をかけるのではないか、という問題がある。

## DJMAX Trilogy
『DJMAX Trilogy』（ディージェイマックストリロジー）はサービスを終了した『DJMAX Online』を再編し、『DJMAX Portable：Black Square』のシステムを組み込んだWindows PC向けの音楽ゲーム。同梱されているUSBドングルが起動に必要。
『DJMAX Online』『Portable1』『Portable2』の多くの曲、そしていくつかの新曲が収録されているが、アップデートで『Black Square』の曲が追加されている。
ネットワーク対戦を行うモードもあったが、現在ではサービスが終了しており接続することは出来ない。

## DJMAX Respect
『DJMAX Respect』（ディージェイマックスリスペクト）は、2017年発売のPlayStation 4用ゲームソフト。
日本ではアークシステムワークスより2017年11月9日に発売。
ゲームシステムは『TECHNIKA』のようなタッチ式から従来の縦降り式に回帰しており、『TECHNIKA』シリーズの楽曲も新たに縦降り式の譜面が作成されている。
一部、版権曲を除き、『Portable』『Portable2』等の過去作の曲に新曲を加えた約150曲を収録。更にダウンロードコンテンツにて他の『Portable』シリーズ、『TECHNIKA』シリーズ、『Trilogy』の曲を収録したパック、各種コラボレーション曲等も配信されており、全て解禁すればシリーズ曲の大部分がプレイ可能になる。更にアップデートで楽曲が追加されることもある他、下記の『Respect V』と共にダウンロードコンテンツ「V EXTENSIONパック」で新規曲の配信が続けられている。一部楽曲はRESPECTの新曲扱いで収録されている曲もある。また、外伝作である『TAPSONIC』シリーズからもRESPECT新曲として収録されている。
日本で発売された『Portable 3』では一部楽曲が日本語詞となっていたが、本作においては原語詞に戻されている。一方、日本語詞の曲自体は一部存在する。

## DJMAX Respect V
『DJMAX Respect V』（ディージェイマックスリスペクトブイ）は、2020年発売のWindows（Steam）用ゲームソフトで、『DJMAX Respect』の移植版。2022年7月7日にはXbox OneとXbox Series X/Sにも移植された。
キーボードに適応した操作性に修正がされた。また、Nキーロールオーバーに対応した新難易度「SC」が追加されている。『Respect』に存在した「アーケードモード」が廃止され、代わりに24時間楽曲をストリーミングをする「AIRモード」を搭載。楽曲のプレーの他に、オートモードにしてMVを鑑賞したりコメントを書き込んだりすることもできる。韓国語・日本語・英語をはじめ11の言語に対応している（2020年11月時点）。

## スタッフ・参加アーティスト

### エグゼクティブプロデューサー
- チャ・スンフィ（車昇禧 / 차승희 / Cha, Seung-hee / Futureroot）
  - PENTAVISION代表。退社後Nurijoyを設立しBEATCRAFT CYCLON等をリリースしている。

### プロデューサー・ディレクター
- パク・スンホン（ / Park, Seung-hoon / XERONION）
  - TECHNIKA3プロデューサー。EZ2DJの元開発スタッフの一人。
- シン・ボングン（ / Shin, Bong-gun / Ponglow）
  - METRO Projectプロデューサー、DMP(1～2、CE、BS)、TECHNIKA1～2、Tap Sonicプロデューサー。EZ2DJの元開発スタッフの一人。PENTAVISION退社後PNIX GAMEを設立し、HIGH5等の製作を行っている。
- オ・ミナン（오민환 / Oh, Min-hwan / O-Minan / nanou4）
  - 他にゲームデザイナー・レベルデザイナー・パターンデザイナー・コピーライターも務める。EZ2DJの元開発スタッフの一人。

### 作曲・編曲・歌手

#### 韓国
- 3rd Coast（써드코스트 / サードコースト）
  - 韓国人ミュージシャン3人で構成されたグループ。R&B・Soul・Hiphopを中心とした楽曲を得意とする。2008年3月18日、韓国で1stアルバム（1集）『First Collection』が発売された。
    - ハン・ソヒョン（한소현 / Han, So-hyun / So Fly）
      - ボーカル。作詞・作曲も担当。グループの紅一点。

    - チェ・ジホ（최지호 / Choi, Ji-ho / JC）
      - ラッパー。作詞やゲーム内のシステムボイスを担当。韓国人バリトン歌手崔顯守（チェ・ヒョンス）の息子。「韓国で最も忙しいラッパー」と言われている。

    - クォン・ソンミン（권성민 / Kwon, Sung-min）
      - 作詞・作曲・編曲およびプロデューサーを担当。
- Humming Urban Stereo(허밍어반스테레오 / ハミングアーバンステレオ)
  - アシッド・ジャズなどを得意とするエレクトロ・ポップバンド。
- LeeZu(P'sycho-Remi)
  - 作曲やボーカルを担当。ロックバンド「P'sycho-Remi」のリーダー。
- PIA
  - リンキン・パークの韓国ツアーや湘南音祭に参加したこともあるオルタナティヴ・ロックバンド。
- M2U(ReX / SPHAZER)
  - 作詞・作曲・編曲、ボーカルおよびパターンデザインを担当。彼の作曲した『Memory of Beach』は日本版DJMAX Onlineの人気第1位常連曲となった。2017年に2ndアルバム「Diversity」がユニバーサルミュージックから発売され、日本でメジャー・デビューを飾った。
- Miya
  - EZ2DJ時代より参加しているボーカリスト。日本語を歌うことができ、『風にお願い』『Raise me Up』は日本語版も用意された。2009年にPlanetboomと結婚している。
- Mr.Funky(Flash Finger)
  - 作曲、リミックスを担当。エレクトロニックバンド(Newton 뉴튼/ニュートン)のメンバー。
- Sanch
  - ボーカル担当。彼女の歌った『Memory of Beach』は日本版DJMAX Onlineの人気第1位常連曲となった。韓国版『スカッとゴルフ パンヤ』の新テーマソング『Zero Fill Love』を歌い、ファンの注目を集めた。日本語も歌うことができ、『Mellow D Fantasy』は日本語版も用意された他、『Cosmic Fantastic Lovesong』（原語版はChohee）の日本語版も歌っている。
- SUGAR DONUT（슈가도넛 / シュガードーナッツ）
  - 韓国人ミュージシャン4人で構成されたパンクバンド。
- イ・チャンヒョン（이창현 / Lee, Chang-hyun / DJ Yonda / Andy Lee / ND Lee）
  - 作詞・作曲、自らボーカルを務めることもある。韓国のバンド「V.E.I.L（베일 / ヴェイル）」のドラムス兼プロデューサー。EZ2DJ時代から曲提供を続けている古参。
- イ・チョルヒ（이철희 / Lee, Chul-hee / Forte Escape）
  - Trilogyプロデューサー。作詞・作曲・編曲を担当。EZ2DJの元開発スタッフの一人。
- キム・ジヌ（남진우 / Kim, Jin-woo / Jinu / xxdbxx）
  - 作詞・作曲を担当。ドラムスを担当する事もある。EZ2DJの元開発スタッフの一人だが、PENTAVISIONの社員ではない。
- シム・ジェヒョン（심재현 / Sim, Jae-hyun / Electronic Boutique）
  - 作詞・作曲を担当。バンド「Thornapple」のメンバー。日韓合同のミュージックレーベル「SQUARE RECORD」を主催しており、日本の著名な作曲家とも親交が深い。PENTAVISIONの社員だったが、現在は退社している。
- チョン・グヒョン（정구현 / Jung, Goo-hyun / NieN）
  - 作詞・作曲・ボーカル、およびギターを担当。韓国のバンド「Novasonic（노바소닉 / ノヴァソニック）」のメンバー。
- ナム・グミン（남구민 / Nam, Goo-min / Nauts）
  - 作曲・編曲、およびバックコーラスを担当。韓国の音楽製作チームSoundTeMPの一員。
- ハム・ギョンミン（함경민 / Ham, Gyung-min / Planetboom）
  - TECHNIKA TUNEプロデューサー。作詞・作曲・編曲・ボーカル、およびギターを担当。韓国のバンド「WINTERGREEN（윈터그린 / ウィンターグリーン）」のメンバー。
- ハン・ウォンタク（ /  Han, Won-Tak / Lubinn / TAK)
  - 作曲を担当。BMS作家。
- パク・ジンベ（朴振培 / 박진배 / Park, Jin-bae / ESTi）
  - 作詞・作曲を担当。詳細はESTiの頁を参照。
- ファン・ソンジェ（황성제 / Hwang, Seong-Je / BJJ）
  - 作曲を担当。BoAや少女時代の作曲を手がける。EZ2DJ時代にもライセンスながら曲を提供している。
- ペク・スンチョル（백승철 / Baek, Seung-chul / Gonzo / BEXTER）
  - Respectプロデューサー。作曲・編曲、およびベースを担当。PENTAVISIONサウンドチーム長。
- リュ・フィマン（류휘만 / Ryu, Hwi-man / Creatune / Nextune / Danmal-G / DJ Melong / Croove）
  - Portable3プロデューサー。他、サウンドディレクターやゲームデザイナーも務める。EZ2DJの元開発スタッフの一人。DJMAX Onlineの開発が始まる以前の2003年2月、聴覚過敏症を発症するがおよそ8ヶ月後に症状が治まる。しかしその数ヶ月後に再び症状があらわれ徐々に悪化。2004年11月に甲状腺およびリンパ腺に癌が発見されるが、手術は成功。現在はPearl Abyssに所属し、「黒い砂漠」、「Shadow Arena」のサウンドディレクターを務めている[4]。
- ワン・ジュンヒュン（ / Wang, Jung-Hyun / LOVE™ / XeoN)
  - TECHNIKA TUNEディレクター。作曲やパターンデザインを担当。BMS作家。

#### 日本
- AKITO
  - BMS作家。online日本版一周年記念で「桜華月」を収録。
- Bermei.inazawa
  - 作曲・編曲を担当。
- Cranky
  - 作曲を担当。BMS作家。小室哲哉のレーベルTK TRACKSに所属。
- EarBreaker
  - BMS作家。作曲・編曲を担当。
- makou
  - 作曲・編曲を担当。北海道の音楽製作会社「Studio RICCIO（スタジオリッチョ）」に所属。
- Oriental ST8
  - 作曲・編曲を担当。
- Ruby Tuesday
  - 日本人ミュージシャン2人で構成されたグループ。EZ2DJ時代から参加しており、EZ2DJではカルロス・トシキともコラボしている。DJMAX Portable 2のオープニング曲『Your Own Miracle』を手がけた。
    - 和泉常寛（いずみつねひろ / Tsunehiro Izumi）
      - 詳細は和泉常寛の頁を参照。

    - 宮部ひかり（みやべひかり / Hikari Miyabe）
- SHIKI
  - BMS作家。作曲・編曲を担当。
- TSUKASA（矢鴇つかさ）
  - 作曲・編曲を担当。
- 細江慎治（Hosoe Shinji / Sampling Masters MEGA）
  - 作曲・編曲を担当。

#### 北米
- Myagi(Andrew Mavor)
  - 作曲・編曲を担当。BBCやCBCで活躍する作曲家。
- ローラン・ジェルメッティ( Laurent Gelmetti / Laurent Newfield)
  - 作曲・編曲を担当。DELTAレーベルの設立者。
- アレッサンドロ・ジラルディ ( Alessandro Gilardi / Ravenant)
  - 作曲・編曲を担当。Laurent Newfieldと一緒にクレジットされている。

#### 欧州
- TANUKI
  - 作曲・編曲を担当。イギリスを拠点として活躍している若手ハードコアテクノDJ、クリエイター。

## サウンドトラック
DJMAX TECHNIKA EXCLUSIVE COLLECTION
CD2枚組み。ICカードキー、ステッカー、LCDクリーナー、ポスターが付属。
DJMAX TECHNIKA 2 SIGNATURE COLLECTION
CD2枚組み。IDカード、カードケース、キーホルダー、ステッカーが付属。
DJMAX TECHNIKA 3 PLATINUMBLUE COLLECTION
CD2枚組み。IDカード、カードケース、ステッカーが付属。

## 権利侵害等問題
2008年12月24日にコナミデジタルエンタテインメントが『DJMAX』シリーズが特許権(韓国特許第294603号)を侵害しているとしてソウル中央地方裁判所に『DJMAX』の製造・販売の禁止と損害賠償を目的とした訴えを起こした。これに対してペンタビジョンは前述の特許についての無効審判を訴えた。
その後、コナミデジタルエンタテインメントが日本国内における販売権を取得することに合意することで和解。これにより、日本国内では、DJMAX TECHNIKAシリーズがコナミから販売され、DJMAX Portable 3、DJMAX TECHNIKA TUNEがコナミスタイルで販売された。